# Сакурце
Сакурце (груз. საკურწე) — село в Грузии, на территории Чиатурского муниципалитета края (мхаре) Имеретия.

## География
Село находится на западе центральной части Грузии, на левом берегу реки Буджа, на расстоянии приблизительно 13 километров (по прямой) к западу от города Чиатура, административного центра муниципалитета. Абсолютная высота — 504 метра над уровнем моря.

## Население
По результатам официальной переписи населения 2014 года, в Сакурце проживало 426 человек (217 мужчин и 209 женщин). В национальной структуре населения грузины составляли 100 %.
| Год  | Население, человек |
| ---- | ------------------ |
| 2002 | 669                |
| 2014 | ↘ 426              |